# Cristo de los Carboneros
El Cristo de los Carboneros es una obra realizada por Francisco del Rincón en 1606. Portada el Viernes Santo en la Procesión de Regla de la Ilustre Cofradía Penitencial de Nuestra Señora de las Angustias, la imagen está ubicada en la Iglesia de Nuestra Señora de las Angustias de Valladolid (Castilla y León, España).

## Historia
Francisco del Rincón realizó entre 1602 y 1604 el retablo mayor de la Iglesia de Nuestra Señora de las Angustias y en 1605 varias esculturas para la fachada del templo, recibiendo en 1606 por parte de la cofradía penitencial el encargo de otras dos obras: Santa Gertrudis y el Cristo de los Carboneros, originalmente denominado Cristo de la Luz. El nombre actual fue asignado en 1805 debido a que eran los jóvenes del gremio de carboneros quienes llevaban la imagen durante las procesiones, teniendo la talla función procesional desde que fue comisionada a del Rincón, hecho manifestado durante una intervención ejecutada por María del Carmen Santamaría en su taller en Valladolid, momento en que se descubrió que la talla estaba totalmente hueca y con el grosor de la madera reducido a casi dos milímetros en la zona de las rodillas, esto con el fin de aligerar su peso para facilitar la labor de los costaleros. Con esta pieza del Rincón afianzó los cimientos de un prototipo de imaginería procesional que, tallada por completo en madera, acabaría por reemplazar las anticuadas y frágiles obras de imaginería ligera, realizadas con cuerpos y extremidades a base de telas encoladas aunque con cabeza, manos y pies en madera. Esta renovación fue iniciada por el propio del Rincón en 1604 con el grupo escultórico de La Elevación de la Cruz, conjunto que marcaría la pauta a seguir por otros artistas, alcanzando este proceso innovador su máximo exponente con Gregorio Fernández.
La imagen fue creada para sustituir al Cristo del Jubileo, realizado en la segunda mitad del siglo xvi en madera y caña de maíz, siendo posible que del Rincón se basase en esta obra para crear el Cristo de los Carboneros,: 70  el cual procesiona desde al menos 1618. Hasta 1926 formó parte de los desfiles celebrados por la Cofradía de las Angustias, si bien tras la reinstauración de la Semana Santa en la década de 1920 por Remigio Gandásegui, la imagen comenzaría a procesionar en 1929 en calidad de titular de la Cofradía de la Preciosísima Sangre, debiendo dejar de desfilar a partir de 1949 tras detectarse carcoma en la talla, hecho que forzó a la hermandad a hacer uso de un crucificado obra de Juan de Juni custodiado entonces en el Monasterio de Santa Catalina de Siena y a día de hoy en el presbiterio de la Iglesia de San Pablo, aunque el deterioro de esta pieza llevaría en 1953 a comisionar una imagen cristífera a Genaro Lázaro Gumiel, quien en la elaboración de la talla sustituta replicaría la imagen juniana. De 1957 a 1992 el Cristo de los Carboneros fue la única figura en desfilar en la Procesión de Sacrificio y Penitencia, siendo actualmente una de las titulares de la Cofradía de Nuestra Señora de las Angustias.

## Descripción
Con el Cristo de los Carboneros del Rincón se alejó de la tendencia romanista impuesta en Valladolid por Esteban Jordán, último representante del manierismo, para instaurar según Jesús Urrea un cambio a nivel estilístico encaminado a la «serenidad naturalista», sentando con ello las bases del por aquel entonces floreciente barroco. Esta monumental talla, muy superior al natural, constituye un ejemplo de gran corrección a nivel anatómico y un paradigma de la esbeltez así como un prototipo de crucificado que el escultor, dada la gran aceptación de la obra, replicaría numerosas veces entre 1606 y 1608, destacando en este aspecto el Cristo crucificado del Convento de las Descalzas Reales de Valladolid, el de la Colegiata de Santillana del Mar, el de la Ermita del Santo Cristo de las Eras en Peñaflor de Hornija y, sobre todo, el Cristo crucificado de la Iglesia de Santo Tomás de Medina del Campo: 27  y el Cristo de las Batallas, pieza conservada en la vallisoletana Iglesia de Santa María Magdalena que fue concebida para una capilla ya desaparecida en el Cerro de San Cristóbal.
El modelo plasmado en el Cristo de los Carboneros exhibe una corona de espinas tallada en el mismo bloque, una fisionomía depurada y de gran esbeltez en la que las piernas y el tronco se arquean ligeramente, y la cabeza desplomada hacia su derecha, siendo la labor de talla del rostro replicada por el artista en el Cristo yacente del Convento de Sancti Spiritus de Valladolid y en las dos imágenes de Jesús Nazareno conservadas respectivamente en la Colegiata de San Antolín de Medina del Campo y en la Ermita de la Vera Cruz de Nava del Rey, las tres dotadas de un rostro ancho en el que sobresalen unos ojos notablemente separados y cerrados formando una media luna, nariz afilada, barba simétrica partida en dos, boca a medio abrir y melena voluminosa y apelmazada con caída posterior en el lado izquierdo dejando parcialmente al descubierto la oreja y con caída por delante en el lado opuesto, donde los mechones se posan sobre el pecho y dibujan pequeñas zonas caladas, destacando a mayores unos pies esqueléticos (con el segundo dedo más grande que el dedo gordo): 28  y la posición adelantada de la pierna derecha con respecto a la izquierda. Sin embargo, el detalle que llegaría a convertirse en la seña de identidad del taller de del Rincón es el paño de pureza, amarrado a las caderas con una cinta y anudado en el lado derecho, dejando ver casi toda la pierna y con un drapeado en la parte frontal. Algo similar sucede con la pose de ambos brazos, inclinados debido al peso del cuerpo, cuyo torso se deja caer rendido hacia delante, completamente despegado de la cruz, la cual fue cambiada en 2022 por otra realizada por un ebanista de la ciudad de Valladolid. La postura de los brazos, los cuales dibujan una «Y», se iría agudizando cada vez más en los crucificados del escultor, llegando al cúlmen con el Cristo de las Batallas. La imagen, restaurada y libre de barnices que oscurecían su policromía, posee una anatomía virtuosa derivada de un detallado análisis del natural, quedando patente una notoria serenidad con tintes de solemnidad, todo lo cual evidencia la innovación y madurez logradas por del Rincón, cuya muerte en 1608 impidió que siguiese desarrollando su arte, el cual tendría una enorme influencia en Fernández.